# Kaptajn Stingaree
Kaptajn Stingaree er en af Batmans fjender

## Udseende
Kaptajn Stingaree har en lilla piratfrakke og hvide bukser på. Han har et klap for øjet og et fuldskæg.

## Baggrund
Karl Courtney var en småkriminel og blev altid betragtet som det sorte får i sin familie. Politiet fangede ham og arresterede ham. Han blev løsladt. Han antog et dækkenavn, Karl Crossman og flyttede til Gotham City, her åbnede han en restaurant i et gammelt skib. Han blev inspireret af Gothams skurke og forvandlede sig selv til Kaptajn Stingaree. Om dagen er han Karl Crossman og om natten er han Kaptajn Stingaree.

## Evner og våben
Kaptajnen har ingen evner, men han er en dygtig sværdkæmper.